# Maurizio Righi
Maurizio Righi (Modena, 11 settembre 1950) è un ex hockeista su pista italiano.

## Palmarès
- Coppa Italia: 1

Monza: 1983-1984